# Правда та наслідки
«Правда та наслідки» (англ. Truth or Consequences, N.M.) — американська стрічка 1997 року, режисерський дебют Кіфера Сазерленда.

## Сюжет
Реймонд Лембек виходить з в'язниці після відбування строку за збут наркотиків. Його колишній бос дає йому незначну роботу на складі, він вирішує помститися йому, викравши значну суму грошей. Пограбування Реймонд планує з Маркусом Вінсом і Кертісом Фрелі. Під час здійснення злочину вони вбивають агента Управління по боротьбі з наркотиками, а самі тікають у Лас-Вегас, щоб позбутися награбованого.

## У ролях
| Актор              | Роль              |
| ------------------ | ----------------- |
| Вінсент Галло      | Реймонд Лембек    |
| Майкелті Вільямсон | Маркус Вінс       |
| Кіфер Сазерленд    | Кертіс Фрелі      |
| Кевін Поллак       | Гордон Джейкобсон |
| Кім Діккенс        | Едді Монро        |
| Джеймс Мак-Деніел  | Френк Томпсон     |
| Рік Россовіч       | Роберт Бойлан     |
| Джон Макгінлі      | Едді Грілло       |
| Макс Перліч        | Вейн              |
| Род Стайгер        | Тоні Ваго         |
| Мартін Шин         | Сер               |
| Грейс Філліпс      | Донна Морленд     |

## Створення фільму

### Виробництво
Зйомки фільму проходили в Юті та Неваді, США.

### Знімальна група
- Кінорежисер — Кіфер Сазерленд
- Сценарист — Бред Мірмен
- Кінопродюсери — Дж. Пол Гіггінс, Кевін Дж. Мессік, Гіларі Вейн
- Композитор — Джуд Коул
- Кінооператор — Рік Вейт
- Кіномонтаж — Лоуренс Джордан
- Художник-постановник — Енн Столер
- Артдиректор — Росвелл Гемрік
- Художник-декоратор — Лес Бут
- Художник з костюмів — Сьюзен Л. Бертрам
- Підбір акторів — Дженет Гіршенсон, Джейн Дженкінс[2].

## Сприйняття
Фільм отримав переважно негативні відгуки. На сайті Rotten Tomatoes оцінка стрічки становить 38 % на основі 16 відгуків від критиків (середня оцінка 4,3/10) і 46 % від глядачів із середньою оцінкою 3,1/5 (4 263 голоси). Фільму зарахований «гнилий помідор» від кінокритиків та «розсипаний попкорн» від глядачів, Internet Movie Database — 6,3/10 (4 314 голосів).